# جایزه بزرگ اسپانیا ۲۰۱۵
جایزه بزرگ اسپانیا ۲۰۱۵ (انگلیسی: ‎2015 Spanish Grand Prix‎) یک مسابقهٔ موتوری در رشتهٔ اتومبیل‌رانی فرمول یک بود که در تاریخ ۱۰ مهٔ ۲۰۱۵ در پیست بارسلون-کاتالونیا واقع در بارسلون، اسپانیا برگزار شد. این گراند پری در میان ۱۹ گراند پری در فصل ۲۰۱۵، مسابقهٔ شمارهٔ ۵ بود.
در این مسابقه که در ۶۶ دور و به مسافت ۳۰۷٫۱۰۴ کیلومتر (۱۹۰٫۸۲۶ مایل) برگزار شد، پول پوزیشن توسط نیکو رزبرگ کسب شد و سریع‌ترین زمان برای طی یک دور پیست که برابر با ۱:۲۸٫۲۷۰ بود نیز توسط لوئیز همیلتون به ثبت رسید.
نیکو رزبرگ از تیم مرسدس، لوئیز همیلتون از تیم مرسدس و سباستیان فتل از تیم فراری به‌ترتیب مقام‌های اول تا سوم مسابقه را کسب کردند.

## رده‌بندی قهرمانی پس از مسابقه
|       | جایگاه | راننده        | امتیاز |
| ----- | ------ | ------------- | ------ |
|       | ۱      | لوئیز همیلتون | ۱۱۱    |
|       | ۲      | نیکو رزبرگ    | ۹۱     |
|       | ۳      | سباستیان فتل  | ۸۰     |
|       | ۴      | کیمی رایکونن  | ۵۲     |
| ۱     | ۵      | والتری بوتاس  | ۴۲     |
| منبع: |        |               |        |

|       | جایگاه | سازنده            | امتیاز |
| ----- | ------ | ----------------- | ------ |
|       | ۱      | مرسدس             | ۲۰۲    |
|       | ۲      | فراری             | ۱۳۲    |
|       | ۳      | ویلیامز-مرسدس     | ۸۱     |
|       | ۴      | رد بول ریسینگ-رنو | ۳۰     |
|       | ۵      | سائوبر-فراری      | ۱۹     |
| منبع: |        |                   |        |

یادداشت
- تنها پنج جایگاه نخست از هر رده‌بندی نمایش داده شده‌است.